# Orgelbau Pirchner
Orgelbau Pirchner war ein österreichisches Orgelbauunternehmen mit Sitz in Steinach am Brenner (Tirol). Es wurde zwischen 1833 und 1935 zunächst von fünf Generationen der Orgelbauer-Dynastie Reinisch betrieben und ab 1935 von Johann Pirchner und dessen Nachkommen weitergeführt. Im Jahr 2016 wurde die Firma gelöscht.

## Unternehmensgeschichte

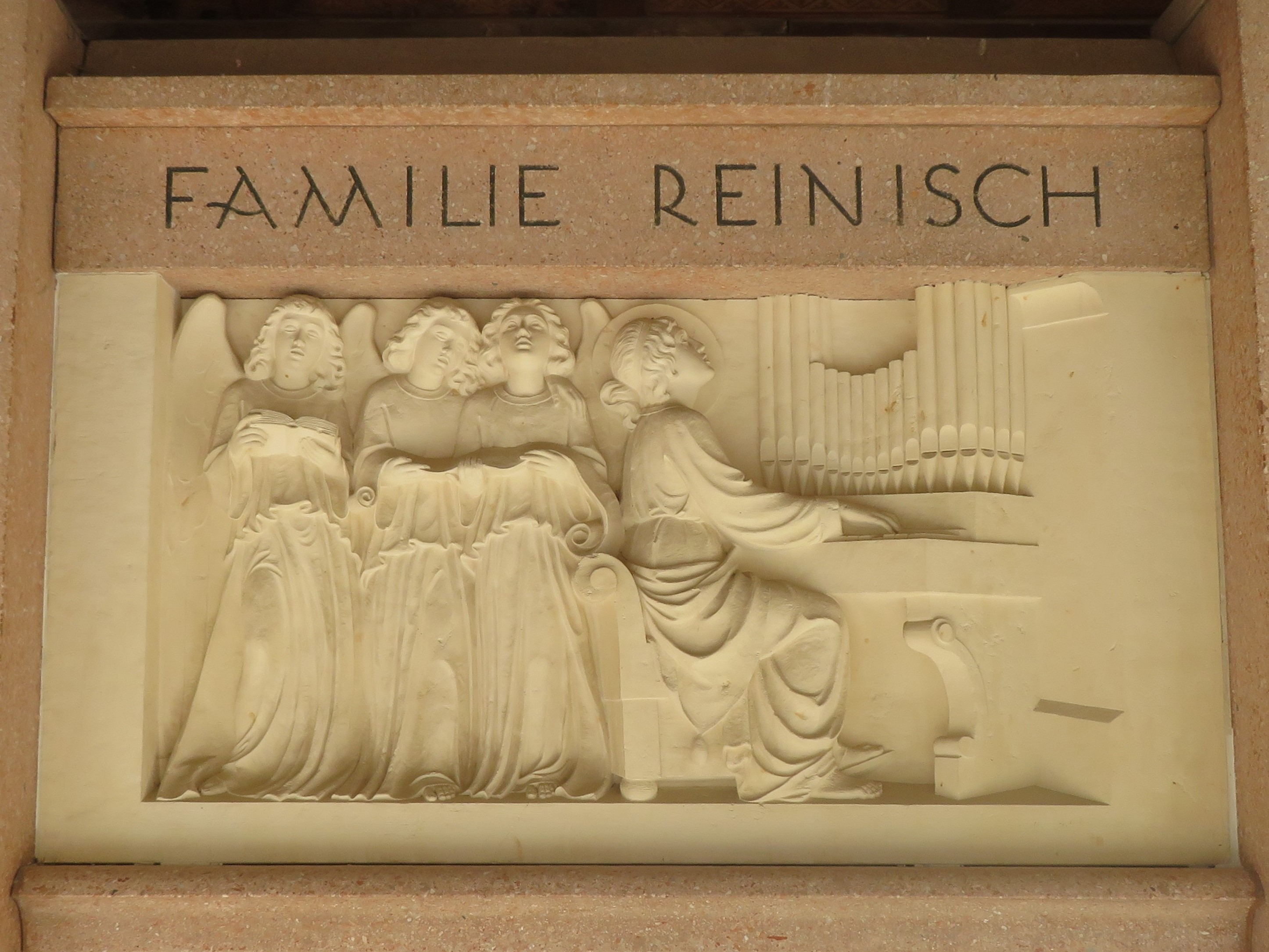
Relief mit Orgel an der Ruhestätte der Orgelbauerfamilie Reinisch bei der Kirche St. Erasmus in Steinach a. Br.

Die Herstellung von Orgeln im Wipptal kann man bis ins Jahr 1817 verfolgen. Der Tischler Josef Reinisch (6.9.1776–15.12.1848) in Gries am Brenner begann mit dem Orgelbau, bald unterstützt von seinen Söhnen Franz (I.) Xaver (28.2.1801–14.10.1888), Johann Benedikt (1803–1880), Andreas (1804–1836) und Thomas (1805–1837). Um 1831/32 kam es zu einer Spaltung zwischen Josef Reinisch und seinen Söhnen. Der Umbau der Orgel in Axams wurde 1832 von den Söhnen Franz, Andreas und Thomas ausgeführt. Franz (I.) kaufte 1833 ein Haus in Steinach und eröffnete dort seine Werkstatt, in der auch der Bruder Thomas arbeitete. Der Vater blieb dagegen in Gries und wurde von Johann Benedikt unterstützt.
Franz Reinisch (II.) (1840–1921) übernahm 1872 die Leitung der Werkstatt und setzte zunächst die Linie seines Vaters Franz I. fort, wobei die Orgelprospekte nunmehr nicht mehr nachbarock, sondern neugotisch und neoromanisch gestaltet wurden. Er begann auch bereits mit dem Bau eines chromatischen Pedals, zunächst von C bis f°, dann später C bis a° (Eben, 1891), bis h° (Neumarkt, 1893), bis c' (Maria Weißenstein, 1900), bis d' (Innsbruck, 1892; Schwaz, 1897; Niederdorf, 1903). Nur bei der Orgel in Sand in Taufers wurde – auf ausdrücklichen Wunsch des Auftraggebers – noch ein Pedal mit 16 Tasten und mit Cis, Dis, Fis in der zweiten Oktave gebaut.
1892 errichtete er die erste Orgel mit mechanischen Kegelladen und Barkerhebeln im Innsbrucker Dom, sodass 1893 nur noch die Orgel in Gossensaß mit Schleifladen gebaut wurde. Die erste pneumatische Orgel mit Kegelladen errichtete Franz Reinisch (II.) 1897 für die Pfarrkirche Maria Himmelfahrt (Schwaz). Ab 1904 wurde die pneumatische Kegellade durch die pneumatische Taschenlade abgelöst.
Karl Reinisch (I.) (1842–1918) führte als Sohn von Franz Reinisch (I.) von 1870–1893 selbständig Orgelreparaturen aus. Seinen einzigen Orgelneubau errichtete er 1878 in Lans (10/I/P).
Karl Reinisch (II.) (1876–1932), Sohn von Franz Reinisch (II.), ging 1904 zu G. F. Steinmeyer & Co. nach Oettingen und übernahm 1907 die Leitung der väterlichen Werkstatt. Anfang 1918 baute er für Kriegszwecke die Prospektpfeifen von Orgeln in Tirol aus, 1919 wurde seine Werkstatt wiedereröffnet. Die Vergabe des Neubaus der Orgel im Innsbrucker Dom an den Konkurrenten Rieger Orgelbau führte zur Kündigung von vielen Mitarbeitern. Nach seinem Tod wurde die Firma im Namen der Kinder durch Franz Reinisch (III.) als Vormund unter Karl Reinisch’s Erben weitergeführt.
Franz Reinisch (III.) (1878–1969) war ein ausgezeichneter Pfeifenmacher. Ab 1932 zunächst Geschäftsführer der Firma Karl Reinisch’s Erben, gründete er einen eigenen Betrieb, in dem jedoch nur eine einzige Orgel gebaut wurde. Sein Sohn Franz Reinisch (IV.) baute ebenfalls nur zwei Orgeln. Der jüngere Sohn Max Reinisch (1916–1993) war zunächst beim Vater als Orgelbauer tätig und arbeitete dann bei Dreher & Flamm in Salzburg, heiratete die Tochter von Max Dreher und führte diesen Betrieb unter Dreher & Reinisch weiter.
Insgesamt waren vier Generationen der Familie Reinisch als Orgelbauer tätig, bis 1935 Johann Pirchner sen. (1900–1972), der seit 1918 als Orgelbauer im Betrieb gearbeitet hatte, die Leitung der Werkstätte übernahm. Nach wie vor trat aber das Unternehmen unter dem Namen Karl Reinisch’s Erben auf. Bedingt durch den Zweiten Weltkrieg war der Betrieb von Ende 1942 bis Juni 1945 geschlossen. Nach Kriegsende 1945 lauteten die Firmenschilder zunächst Reinisch-Pirchner und ab 1954 Johann Pirchner.
Ab 1950 wurden wieder mechanische Schleifladenorgeln gebaut, nachdem zwischen 1898 und 1942 die Instrumente mit pneumatischer und elektrischer Traktur versehen worden waren. Unter Johann Pirchners Leitung wurden ab 1945 mehr als 120 Orgeln gebaut. Ab 1962 wurde die Firma in die OHG Reinisch-Pirchner & Co. überführt. Im Jahr 1972 übergab Johann Pirchner den Betrieb an seinen Sohn Johann Pirchner jun. (* 28. April 1928; † 11. Dezember 2012).
Ab 1998 trat die Firma unter der Bezeichnung Orgelbau Pirchner auf. Ab 2003 leitete Martin Pirchner, Sohn von Johann Pirchner jun., den Betrieb. Zuletzt wurde das Unternehmen als GmbH geführt und im Jahr 2016 als Firma gelöscht.

## Werke
Man. = Manuale     Reg. = Register     P = Pedalklaviatur

### Joseph, Johann Benedikt & Franz Reinisch (I.) (1801–1888)
| Jahr    | Ort                  | Kirche                      | Bild | Man. | Reg. | Bemerkungen |
| ------- | -------------------- | --------------------------- | ---- | ---- | ---- | --- |
| 1821    | Obernberg am Brenner | Pfarrkirche                 |      | I/P  | 13   | Erbaut von Joseph Reinisch. |
| 1825    | Pfitsch-Kematen      | Pfarrkirche                 |      | I/P  | 11   | Erbaut von Joseph Reinisch und seinen Söhnen Andreas und Thomas.                                                                  |
| 1830/31 | Götzens              | Pfarr- und Wallfahrtskirche |      | II/P | 19   | Erbaut von Joseph Reinisch und seinen Söhnen Andreas und Thomas. 1831 Zubau Rückpositiv; Restaurierungen 1978 und 2018/19 → Orgel |
| 1831    | St. Jodok am Brenner | Pfarrkirche                 |      | I/P  | 10   | Erbaut von Joseph Reinisch im Akkord 1831.                                                                                        |
| 1831    | Schmirn              | Pfarrkirche Schmirn         |      | I/P  | 12   | Erbaut von Joseph Reinisch. |
| 1832    | Trins                | Pfarrkirche                 |      | I/P  | 12   | Erbaut von Joseph Reinisch. Restauriert 2023 durch Orgelbau Kögler                                                                |
| 1833    | Völs bei Innsbruck   | Blasiusbergkirche           |      | I/P  | 9    | Erbaut von Franz Reinisch I. Restauriert, nahezu vollständig erhalten.                                                            |
| 1837    | Bozen-Rentsch        | Pfarrkirche St. Laurentius  |      | I/P  | 12   | Erbaut von Franz Reinisch I. |
| 1838    | Girlan               | Pfarrkirche                 |      | II/P | 18   | Erbaut von Franz Reinisch I. |
| 1842    | Tulfes               | Pfarrkirche                 |      | I/P  | 10   | Erbaut von Johann Benedikt Reinisch. Einziges, gesichert erhaltenes Werk jenes Vertreters der Dynastie Reinisch.                  |
| 1845    | Lajen                | Pfarrkirche St. Laurentius  |      | II/P | 23   | Erbaut von Franz Reinisch I. |
| 1850    | Igls                 | Pfarrkirche                 |      | I/P  | 11   | Franz Reinisch I., zusammen mit Johann Benedikt Reinisch                                                                          |
| 1857    | Steinach am Brenner  | Pfarrkirche                 |      | II/P | 31   | 1936 ersetzt, Prospekt der aktuellen Orgel (von 1992) ist dem der Orgel von 1857 nachempfunden                                    |
| 1869    | Virgen               | Pfarrkirche                 |      | II/P | 17   | [ 4 ] |

### Franz Reinisch (II.) (1840–1921)
| Jahr | Ort                         | Kirche                                          | Bild | Man.  | Reg. | Bemerkungen                                                                                                   |
| ---- | --------------------------- | ----------------------------------------------- | ---- | ----- | ---- | --- |
| 1873 | St. Andrä (Brixen)          | Pfarrkirche St. Andreas                         |      | I/P   | 16   | |
| 1874 | Albeins                     | St. Hermagoras und Fortunatus                   |      | I/P   | 14   | |
| 1874 | Dölsach                     | Pfarrkirche                                     |      | II/P  | 25   | |
| 1874 | Matrei in Osttirol          | Pfarrkirche                                     |      | II/P  | 25   | Orgelgehäuse aus 1782 von Johann Götz (Orgelbauer)                                                            |
| 1883 | Stall                       | Pfarrkirche                                     |      | I/P   | 12   | |
| 1884 | Rangersdorf                 | Pfarrkirche                                     |      | I/P   | 10   | |
| 1886 | Sand in Taufers             | Pfarrkirche Maria Himmelfahrt                   |      | II/P  | 22   | seit 2017 in Laatsch (Mals)                                                                                   |
| 1886 | Enneberg-Pfarre             | Pfarrkirche                                     |      | II/P  | 23   | Umbau und Erweiterung der Aignerorgel, 2020 restauriert durch Orgelbau Kaufmann (Deutschnofen)                |
| 1888 | Montan                      | Pfarrkirche St. Bartholomäus                    |      | I/P   | 14   | |
| 1889 | Innichen                    | Stiftskirche                                    |      | II/P  | 20   | Orgelgehäuse von 1629                                                                                         |
| 1892 | Innsbruck                   | Dom St. Jakob                                   |      | II/P  | 33   | Mechanische Kegelladen mit Barkerhebel; seit 1931 in Innsbruck-Hötting                                        |
| 1892 | Mieders                     | Pfarrkirche                                     |      | II/P  | 17   | Orgelgehäuse aus 1760/1770                                                                                    |
| 1894 | Innsbruck                   | Basilika Wilten                                 |      | II/P  | 24   | Orgelgehäuse von 1758. Mechanische Kegelladen mit Barkerhebel; 2003 restauriert → Orgel                       |
| 1895 | Eppan – St. Pauls           | Pfarrkirche (Emporenorgel)                      |      | II/P  | 25   | Mechanische Kegelladen mit Barkerhebel; Disposition                                                           |
| 1896 | Rauris-Bucheben             | Pfarrkirche zu den hll. Hieronymus und Leonhard |      | I/P   | 7    | Mechanische Kegelladen                                                                                        |
| 1897 | Schwaz                      | Pfarrkirche Maria Himmelfahrt                   |      | III/P | 44   | Gehäuse von 1735. Pneumatische Kegelladen, zu ihrer Zeit größte Orgel in Tirol. 1910 erweitert (siehe unten). |
| 1898 | Tannheim (Tirol)            | Pfarrkirche                                     |      | II/P  | 19   | |
| 1899 | Arzl im Pitztal             | Pfarrkirche                                     |      | II/P  | 17   | |
| 1900 | Maria Weißenstein, Südtirol | Wallfahrtskirche                                |      | II/P  | 14   | |
| 1902 | Nassereith                  | Pfarrkirche                                     |      | II/P  | 23   | Umbau und Erweiterung der vorhandenen Orgel von Mathias Mauracher (1851). Restauriert 2000                    |

### Karl Reinisch (II.) (1876–1932)
| Jahr    | Ort                     | Kirche                          | Bild | Man.  | Reg. | Bemerkungen |
| ------- | ----------------------- | ------------------------------- | ---- | ----- | ---- | --- |
| 1907    | Baumkirchen             | Pfarrkirche                     |      | I/P   | 10   | 1994 neue Orgel. |
| 1908    | Axams                   | Pfarrkirche                     |      | II/P  | 19   | 1975 Neubau durch Orgelbau Pirchner |
| 1908    | Partschins              | Pfarrkirche St. Peter und Paul  |      | II/P  | 19   | 1991 Neubau im alten Gehäuse |
| 1910    | St. Christina in Gröden | Pfarrkirche                     |      | II/P  | 26   | 1981 Neubau |
| 1910    | Schwaz                  | Pfarrkirche Maria Himmelfahrt   |      | III/P | 65   | Erweiterung der vorhandenen Orgel, Zubau der beiden Seitenprospekte. Die Orgel war ihrerzeit das größte Instrument in Tirol, sowie der größte Orgelbau in der Firmengeschichte. 1969 umgebaut (siehe unten).                                                                                |
| 1911    | Kaltern                 | Pfarrkirche Maria Himmelfahrt   |      | II/P  | 27   | Hauptgehäuse von 1794. Neubau mit neuem Rückpositivgehäuse 1978 (siehe unten) |
| 1911    | Tramin                  | Pfarrkirche                     |      | II/P  | 32   | 1997 Restauration durch Orgelbau Windner |
| 1912    | Aldein                  | Pfarrkirche                     |      | II/P  | 16   | |
| 1912    | Imst                    | Stadtpfarrkirche                |      | II/P  | 33   | 1993 Restauration durch Orgelbau Erler |
| 1912    | Fiss                    | Pfarrkirche                     |      | II/P  | 15   | 2000 Neubau |
| 1914    | Grins                   | Pfarrkirche                     |      | II/P  |      | Gehäuse um 1780; 1988 durch einen Neubau der Fa. Rieger ersetzt. |
| 1919    | Kolsass                 | Pfarrkirche                     |      | II/P  | 26   | |
| 1920    | Hall in Tirol           | Franziskanerkirche              |      | II/P  | 25   | 2016 Restauration durch Orgelbau Erler |
| 1920    | Weer                    | Pfarrkirche                     |      | II/P  | 21   | Orgelgehäuse aus dem Rokoko |
| 1920    | Kurtatsch               | Pfarrkirche                     |      | II/P  | 14   | 2001 Neubau im alten Gehäuse |
| 1923    | Neustift im Stubaital   | Pfarrkirche                     |      | II/P  | 44   | 1993 Neubau (siehe unten) |
| 1926    | Wildon                  | Pfarrkirche                     |      | II/P  | 30   | Neubau im historischen Gehäuse, zu ihrer Zeit die größte Orgel im Bezirk Leibnitz. 1988 ersetzt (siehe unten). |
| 1927/28 | Graz                    | Basilika Mariatrost             |      | III/P | 52   | Neubau im alten Barockgehäuse mit Fernwerk in der Kuppel. Über die Jahre mehrfach umgebaut, 1993 durch ein neues, rein-mechanisches Instrument der Fa. Pflüger ersetzt. 2021 wurde während der Kirchendachrenovierung das alte Fernwerk wiederentdeckt und an die neue Orgel angeschlossen. |
| 1929    | Innsbruck               | Pfarrkirche Mühlau              |      | II/P  | 19   | Neubau mit Taschenladen im vorhandenen, neoromanischen Gehäuse. 1983 durch die heutige Orgel ersetzt (siehe unten). |
| 1930    | Ischgl                  | Pfarrkirche                     |      | II/P  | 20   | Gehäuse von 1758; 2001 durch einen Neubau der Fa. Späth ersetzt. |
| 1930    | Reith im Alpbachtal     | Pfarrkirche Reith im Alpbachtal |      | II/P  | 23   | |
| 1930    | Kössen                  | Pfarrkirche                     |      | II/P  | 22   | [ 18 ] |
| 1931    | Breitenwang             | Pfarrkirche                     |      | II/P  | 26   | Orgelgehäuse aus 1786 von Joseph Wirth; Orgel nicht erhalten, seit 2000 Orgel von Verschueren Orgelbouw |
| 1932    | Innsbruck               | Pfarrkirche Dreiheiligen        |      | II/P  | 23   | Umbau der vorhandenen Orgel. 1969 durch die heutige Orgel der Fa. Metzler ersetzt. |

### Karl Reinisch’s Erben  (1932–1962)
| Jahr | Ort                      | Kirche                                            | Bild | Man.  | Reg. | Bemerkungen |
| ---- | ------------------------ | ------------------------------------------------- | ---- | ----- | ---- | --- |
| 1933 | Gnadenwald               | St. Michael                                       |      | II/P  | 11   | → Orgel |
| 1933 | Kufstein                 | Wallfahrtskirche Kleinholz                        |      | II/P  | 12   | 2000 Neubau |
| 1934 | Hall in Tirol            | Stadtpfarrkirche                                  |      | IV/P  | 57   | Neubau mit elektropneumatischer Traktur und Fernwerk hinter dem Hochaltar. 1999 ersetzt (siehe unten).                                                                         |
| 1936 | Steinach am Brenner      | Pfarrkirche                                       |      | II/P  | 35   | „Herma-von Schuschnigg-Orgel“ genannt, Freipfeifenprospekt, 1992 ersetzt |
| 1946 | Innsbruck                | St. Nikolaus                                      |      | II/P  | 33   | Erster Orgelneubau Tirols nach dem Zweiten Weltkrieg. 1986 ersetzt (siehe unten).                                                                                              |
| 1948 | Absam                    | Basilika St. Michael                              |      | II/P  | 23   | Unter der Anleitung des Konsulenten des Bundesdenkmalamts, dem Orgelsachverständigen Egon Krauss restauriert. → Johann Anton Fuchs-Orgel Restauriert 2005 durch Orgelbau Erler |
| 1948 | Brixlegg                 | Pfarrkirche                                       |      | II/P  | 30   | → Orgel |
| 1948 | Zirl                     | Pfarrkirche Zirl                                  |      | II/P  | 28   | |
| 1953 | Brandenberg              | Pfarrkirche St. Georg                             |      | II/P  | 17   | → Orgel |
| 1954 | Reichersberg             | Stiftskirche                                      |      | II/P  | 22   | Gehäuse von 1779. 1981 neue Orgel von Metzler Orgelbau |
| 1956 | Waldhausen im Strudengau | Stiftskirche                                      |      |       |      | Prospekt 1677, Werk durch Karl Reinisch’s Erben 1956 wiederhergestellt |
| 1957 | Natternbach              | Pfarrkirche St. Margareta                         |      | II/P  | 15   | → Orgel |
| 1958 | Wattens                  | Marienkirche                                      |      | III/P | 48   | Letzte neu erbaute Großorgel Tirols mit elektropneumatischen Trakturen. 2025/26 Restauration. → Orgel                                                                          |
| 1958 | Wien                     | Universität für Musik und darstellende Kunst Wien |      | II/P  | 14   | Unterrichtsorgel von Anton Heiller. 2002 in die Pfarrkirche Sandleiten übertragen.                                                                                             |
| 1959 | St. Pölten               | Evangelische Pfarrkirche                          |      | II/P  | 14   | 2014 durch Walter Vonbank Orgelbau erweitert |

### Reinisch-Pirchner (1962–1998)
| Jahr | Ort                          | Kirche                                  | Bild | Man.  | Reg. | Bemerkungen |
| ---- | ---------------------------- | --------------------------------------- | ---- | ----- | ---- | --- |
| 1961 | Oed Markt                    | Pfarrkirche Oed Markt                   |      | II/P  | 18   | [ 19 ] |
| 1961 | Hard                         | Pfarrkirche St. Sebastian               |      | II/P  | 26   | → Orgel |
| 1962 | Kals am Großglockner         | Pfarrkirche St. Rupert                  |      | II/P  | 15   | → Orgel |
| 1962 | Steyr                        | Stadtpfarrkirche Steyr                  |      | III/P | 40   | Orgelgehäuse aus 1893 von Mauracher |
| 1963 | Innsbruck                    | Spitalskirche                           |      | I/P   | 13   | Umbau einer Orgel von Johann Georg Gröber |
| 1963 | Arbesbach                    | Pfarrkirche Arbesbach                   |      | II/P  | 16   | ersetzte eine Breinbauer-Orgel |
| 1963 | Nofels                       | Neue Pfarrkirche                        |      | II/P  | 22   | elektrische Trakturen |
| 1964 | Seetal                       | Pfarrkirche Seetal                      |      | I/P   | 10   | |
| 1964 | Kirchberg an der Raab        | Pfarrkirche Kirchberg an der Raab       |      | II/P  | 15   | |
| 1966 | Kappl im Paznaun             | Pfarrkirche                             |      | II/P  | 23   | Umbau mit Erhalt von Pfeifen der alten Orgel von Johann Anton Fuchs (II.) |
| 1966 | Haidershofen                 | Pfarrkirche Haidershofen                |      | II/P  | 13   | |
| 1966 | Ehrwald                      | Pfarrkirche Ehrwald                     |      | II/P  | 21   | |
| 1966 | Zell am Ziller               | Pfarrkirche Zell am Ziller              |      | II/P  | 22   | |
| 1967 | Lambach                      | Stiftspfarrkirche                       |      | III/P | 30   | Erneuert unter Verwendung des historischen Gehäuse aus dem Jahr 1657. |
| 1968 | Wörgl                        | Stadtpfarrkirche                        |      | II/P  | 20   | |
| 1968 | Neumarkt im Mühlkreis        | Pfarrkirche                             |      |       |      | in einem bemerkenswerten spätbarocken Gehäuse von Franz Lorenz Richter 1771                                                                                                  |
| 1968 | St. Georgen am Ybbsfelde     | Pfarrkirche St. Georgen am Ybbsfelde    |      | II/P  |      | |
| 1969 | Anras                        | Pfarrkirche St. Stephanus und Margareta |      | II/P  | 18   | → Orgel |
| 1969 | Ried im Innkreis             | Pfarrkirche Riedberg                    |      | II/P  | 19   | |
| 1969 | Schwaz                       | Pfarrkirche Maria Himmelfahrt           |      | IV/P  | 45   | Umbau der Reinischorgel, Reduktion auf 45 Register, sowie „Aufhellung“ des Klanges. 2024 abgebaut, Neubau durch die Fa. Rieger mit Rückbezug auf die Reinischorgel von 1910. |
| 1970 | Innsbruck                    | Pfarrkirche Saggen                      |      | II/P  | 19   | → Orgel |
| 1971 | Oberwart                     | Kath. Pfarrkirche                       |      | II/P  | 18   | |
| 1972 | Kramsach                     | Wallfahrtskirche Mariathal              |      | II/P  | 22   | |
| 1972 | Lienz                        | Stadtpfarrkirche St. Andrä              |      | II/P  | 22   | Wiederverwendung von Pfeifen der alten Orgel von Andreas Butz |
| 1973 | Thaur                        | Pfarrkirche                             |      | II/P  | 19   | |
| 1973 | Schärding                    | Stadtpfarrkirche Schärding              |      | III/P | 31   | |
| 1973 | Micheldorf in Oberösterreich | Micheldorf in OÖ                        |      | II/P  | 16   | |
| 1974 | Steyr-Vestenthal             | Pfarrkirche Vestenthal                  |      | II/P  |      | |
| 1974 | Böhlerwerk                   | Pfarrkirche Böhlerwerk                  |      | II/P  |      | |
| 1975 | Axams                        | Dekanatspfarrkirche                     |      | II/P  | 17   | → Orgel |
| 1975 | Linz                         | Herz-Jesu-Kirche                        |      | II/P  | 26   | → Orgel |
| 1976 | Kirchberg an der Pielach     | Pfarrkirche                             |      |       |      | |
| 1976 | Kufstein                     | Stadtpfarrkirche St. Vitus              |      | II/P  | 21   | → Orgel |
| 1976 | Ebbs                         | Pfarrkirche Ebbs                        |      | II/P  | 23   | |
| 1976 | Matrei am Brenner / Pfons    | Pfarrkirche Mariä Himmelfahrt           |      | II/P  | 21   | Das Hauptgehäuse der Orgel ist aus dem 1. Viertel des 19. Jahrhunderts, das Werk mit einem neuen Rückpositiv ist aus 1976 → Orgel                                            |
| 1977 | Landeck                      | Stadtpfarrkirche                        |      | II/P  | 19   | Gehäuse von 1871 |
| 1977 | Hainzenberg                  | Wallfahrtskirche Maria Rast             |      | I/P   | 5    | |
| 1977 | Birgitz                      | Pfarrkirche Birgitz                     |      | II/P  | 12   | |
| 1977 | Innsbruck                    | Musikschule                             |      | II/P  | 9    | → Orgel |
| 1978 | Kaltern                      | Pfarrkirche Maria Himmelfahrt           |      | III/P | 31   | |
| 1978 | Eberschwang                  | Pfarrkirche hl. Michael                 |      | II/P  | 19   | Verwendung des Rokoko-Gehäuses aus dem Jahr 1794. Orgeldisposition: |
| 1978 | Mittenwald                   | Dreifaltigkeitskirche                   |      | II/P  | 19   | |
| 1980 | Brixen                       | Dom (Hauptorgel)                        |      | III/P | 47   | Gehäuse von 1758 |
| 1981 | Zell am See                  | Stadtpfarrkirche                        |      | II/P  | 24   | Disposition: |
| 1981 | Terlan                       | Pfarrkirche Terlan                      |      | II/P  | 18   | |
| 1982 | Hainburg an der Donau        | Pfarrkirche                             |      | II/P  | 21   | |
| 1983 | Bruck an der Mur             | Stadtpfarrkirche                        |      | II/P  | 28   | |
| 1983 | Innsbruck                    | Pfarrkirche Mühlau                      |      |       |      | Neubau mit neuem Holzgehäuse. |
| 1983 | Obermillstatt                | Pfarrkirche                             |      | II/P  | 14   | |
| 1983 | Söll                         | Pfarrkirche                             |      | II/P  | 23   | Hauptgehäuse von 1767, Rückpositivgehäuse neu. Disposition |
| 1984 | Wangen bei Starnberg         | St. Ulrich                              |      | II/P  | 8    | |
| 1985 | Perchtoldsdorf               | Pfarrkirche                             |      | III/P | 40   | |
| 1985 | St. Johann in Tirol          | Dekanatspfarrkirche                     |      | II/P  | 25   | Gehäuse von 1858 → Orgel |
| 1986 | Innsbruck                    | St. Nikolaus                            |      | II/P  | 29   | Neubau im alten Gehäuse von 1885. |
| 1986 | Rattenberg                   | Pfarrkirche Rattenberg                  |      | II/P  | 23   | |
| 1987 | Telfs                        | Dekanatspfarrkirche                     |      | III/P | 33   | Das Rückpositiv besitzt eine eigene Spielanlage. |
| 1987 | Sankt Georgen am Längsee     | Stift St. Georgen                       |      | I/P   | 7    | Restaurierung der Orgel von Hans Schlackwein aus 1626 |
| 1987 | Oetz                         | Pfarrkirche Oetz                        |      | II/P  | 19   | |
| 1987 | Innsbruck-Pradl              | St. Norbert                             |      | I/P   | 11   | → Orgel |
| 1988 | Wildon                       | Pfarrkirche St. Magdalena               |      | II/P  | 22   | Historisches Gehäuse aus dem 18. Jahrhundert wurde wiederverwendet. |
| 1988 | Klagenfurt                   | Christuskirche                          |      | II/P  | 13   | |
| 1989 | Reutte in Tirol              | Pfarrkirche                             |      | III/P | 30   | |
| 1989 | Seitenstetten                | Stiftskirche                            |      | II/P  | 29   | |
| 1990 | Kitzbühel                    | Stadtpfarrkirche Kitzbühel              |      | II/P  | 25   | Orgelgehäuse aus 1668 von Benedikt Faistenberger |
| 1991 | Salzburg                     | Dom                                     |      | II/P  | 14   | → östliche Kuppelorgeln |
| 1991 | St. Georgen im Attergau      | Pfarrkirche hl. Georg                   |      | II/P  | 21   | In einem Gehäuse, das stilistisch auf die Kanzel abgestimmt ist und von der Firma Aichlseder gefertigt wurde.                                                                |
| 1992 | Steinach am Brenner          | Pfarrkirche                             |      | III/P | 37   | |
| 1992 | Volders                      | Pfarrkirche                             |      | II/P  | 20   | → Orgel |
| 1993 | Neustift im Stubaital        | Pfarrkirche                             |      | III/P | 33   | |
| 1993 | Hall in Tirol                | ehem. Spitalskirche zum Hl. Geist       |      | II/P  | 17   | → Orgel |
| 1995 | Gaspoltshofen                | Pfarrkirche                             |      | II/P  | 25   | Lt. Pfarrbrief, lt. Organindex hat sie 22 Register und wurde 1994 hergestellt.                                                                                               |
| 1995 | Bozen                        | Franziskanerkirche                      |      | III/P | 44   | |
| 1995 | Längenfeld                   | Pfarrkirche                             |      | II/P  | 18   | |
| 1996 | Innsbruck                    | Auferstehungskirche                     |      | II/P  | 20   | |
| 1996 | Innsbruck                    | Stiftskirche Wilten (Chororgel)         |      | II/P  | 15   | Seit 2005 in der Pfarrkirche Hall/Schönegg → Orgel |
| 1996 | Salzburg                     | Auferstehungskirche                     |      | II/P  | 19   | |
| 1997 | Innichen                     | Pfarrkirche Innichen                    |      | I/P   | 6    | |

### Orgelbau Pirchner (1998–2016)
| Jahr | Ort                    | Kirche                                       | Bild               | Man.  | Reg. | Bemerkungen |
| ---- | ---------------------- | -------------------------------------------- | ------------------ | ----- | ---- | --- |
| 1999 | Himmelkron             | Autobahnkirche                               |                    | I/P   | 6    | → Orgel |
| 1999 | Hall in Tirol          | Stadtpfarrkirche St. Nikolaus                |                    | III/P | 50   | Neubau mit rein-mechanischer Traktur. Restauration des Gehäuses von 1689 (früher schwarz/gold). → Orgel |
| 2000 | Innsbruck              | Dom St. Jakob                                |                    | III/P | 57   | Die große Orgel auf der Westempore wurde in das Gehäuse der Orgel von Johann Kaspar Humpel aus dem Jahre 1725 eingebaut. Das Instrument besitzt mechanische Spiel- und Registertrakturen.                      |
| 2000 | Fiss                   | Pfarrkirche Fiss                             |                    | II/P  | 16   | Gehäuse von 1912, Karl Reinisch |
| 2001 | Salurn                 | Pfarrkirche                                  |                    | II/P  | 19   | Gehäuse von 1635/46 |
| 2002 | Innichen               | Stiftskirche                                 |                    | II/P  | 23   | Hauptgehäuse von 1629 |
| 2002 | Wien                   | Universität für Musik und darstellende Kunst |                    | II/P  | 15   | Unterrichts- und Übeorgel im Institutsgebäude Seilerstätte 26, Zimmer AO106 |
| 2002 | Böheimkirchen          | Pfarrkirche Böheimkirchen                    |                    | III/P | 32   | |
| 2004 | Polling                | Ehemalige Klosterkirche                      |                    | III/P | 42   | Prospekt von Johann Georg Hörterich von 1765 → Orgel |
| 2005 | Zams                   | Pfarrkirche                                  |                    | II/P  | 22   | |
| 2007 | Sandl                  | Pfarrkirche                                  | Pfarrkirche Wilten | II/P  | 19   | Das neue Instrument wurde am 10. Juni 2007 von Maximilian Aichern gesegnet. |
| 2008 | Reichenthal            | Pfarrkirche                                  |                    | II/P  | 25   | Die Orgel hatte Franz Xaver Krismann 1774 für die Stadtpfarrkirche Steyr geschaffen. 1893 wurde das Gehäuse, auf Empfehlung Anton Bruckners, vom Instrument getrennt und von Steyr nach Reichenthal verbracht. |
| 2008 | Gries am Brenner       | St. Mariä Heimsuchung                        |                    | II/P  | 19   | Gehäuse von 1833/37 → Orgel |
| 2009 | Lienz                  | Franziskanerkirche                           |                    | III/P | 38   | |
| 2010 | St. Ulrich in Gröden   | Pfarrkirche                                  |                    | II/P  | 31   | |
| 2011 | Traunstein             | Pfarrkirche St. Oswald (Chororgel)           |                    | I/P   | 9    | [ 29 ] |
| 2012 | Seewalchen am Attersee | Pfarrkirche Hl. Jakobus der Ältere           |                    | II/P  | 26   | 2012 aufgestellt und am 16. Juni 2013 geweiht. |
| 2013 | Vorau                  | Stiftskirche                                 |                    | II/P  | 34   | → Orgel |
| 2014 | Betenbrunn             | Mariä Geburt (Betenbrunn)                    |                    | II/P  |      | |
| 2015 | Weitra                 | Pfarrkirche                                  |                    | II/P  | 29   | |